# Odds & Ends
Albums de Dido
No Angel
Odds & Ends est le premier disque de Dido et n'a jamais été officiellement commercialisé, il était d'abord et avant tout destiné à attirer l'attention des maisons de disques. Il est estimé à une cinquantaine de copies à travers le monde et peut ainsi être considéré comme un disque rare qui se vend sur le net à un prix très élevé. La chanson "Worthless" se retrouve aussi sur son premier Extended Play "The Highbury Fields" qui est aussi une pièce de collection de Dido. La chanson "Believe" est une première version de "Take my hand" qui se retrouve sur son album "No Angel" alors que "Sweet eyed baby" a été remixée pour devenir "Don't think of me" et apparait aussi sur son premier album. Alors que les pièces "Worthless" et "Me" sont incluses sur la version japonaise de l'album "No Angel". 

## Liste des chansons
- Toutes les chansons sont signées Dido sauf avis contraire.
- Give Me Strength - 4:17
Dido Armstrong/Pascal Gabriel/Paul Statham
- Reverb Song - 0:45
- Take My Hand - 6:42
Dido Armstrong/Richard Dekkard
- Me - 2:38
Dido Armstrong/Rollo Armstrong
- Sweet Eyed Baby - 4:43
- Keep Your Faith In Me - 4:03
- Too Bad - 2:06
- Believe (Flu Season Mix)' - 6:32
- Worthless - 7:47
- Hurry Home - 3:15
- River, Run Me Dry - 4:39